# Rosenberg (famiglia)

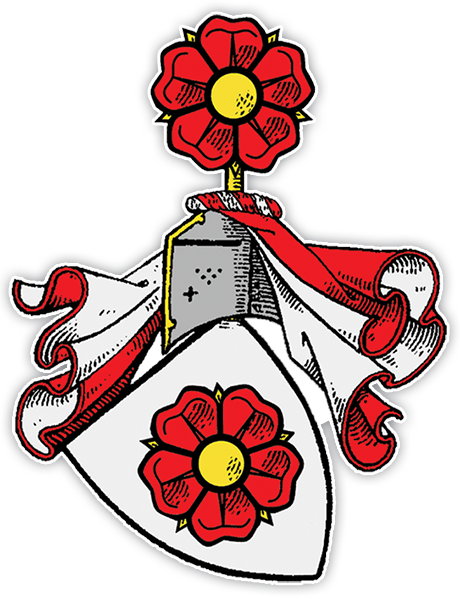
Stemma di Casa Rosenberg

La Casata di Rosenberg (Rožmberk o Rožmberkové in ceco) è stata un'influente famiglia nobiliare boema che governò su alcuni feudi nel Regno di Boemia.

## Origini

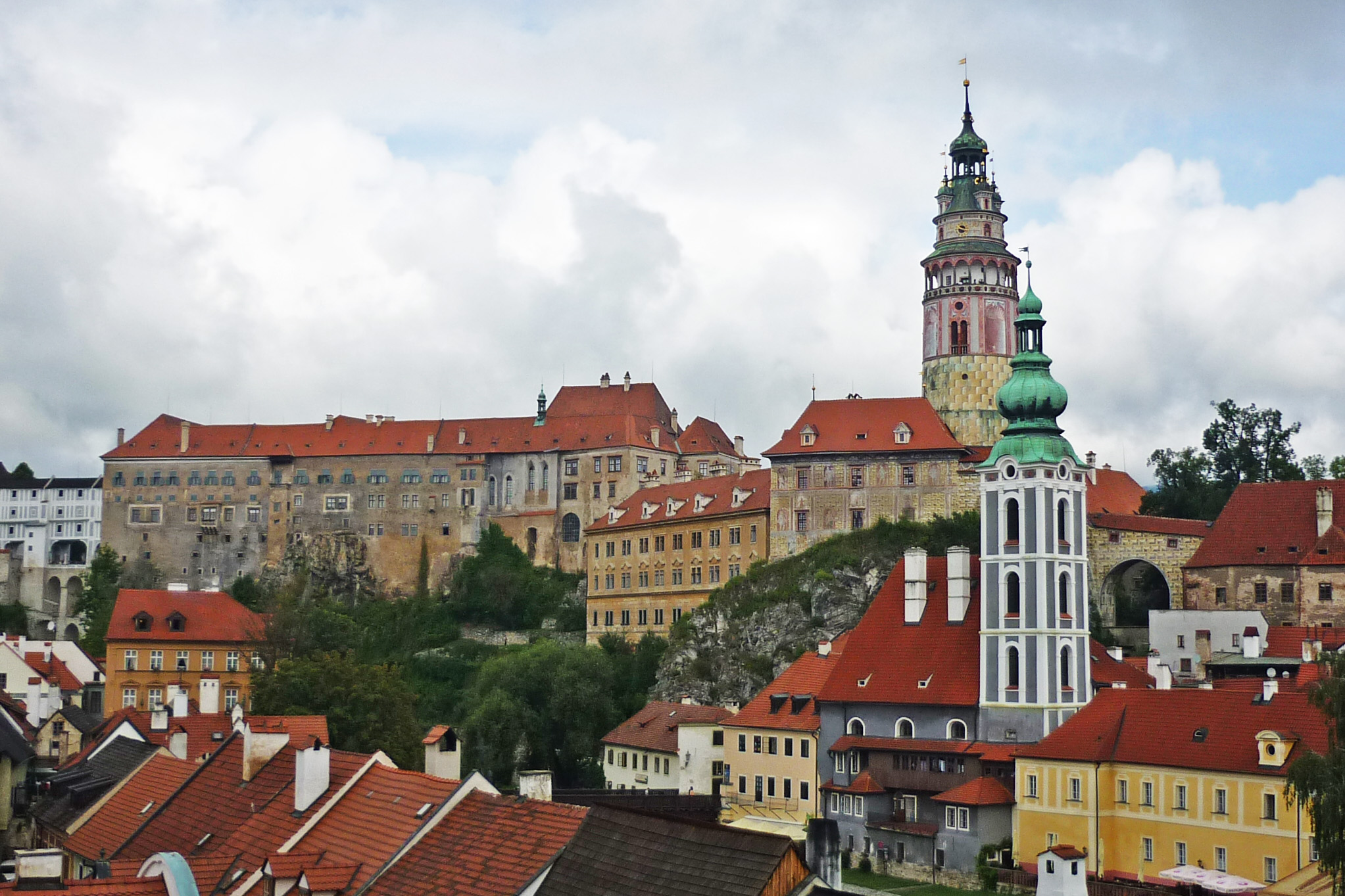
Castello di Český Krumlov

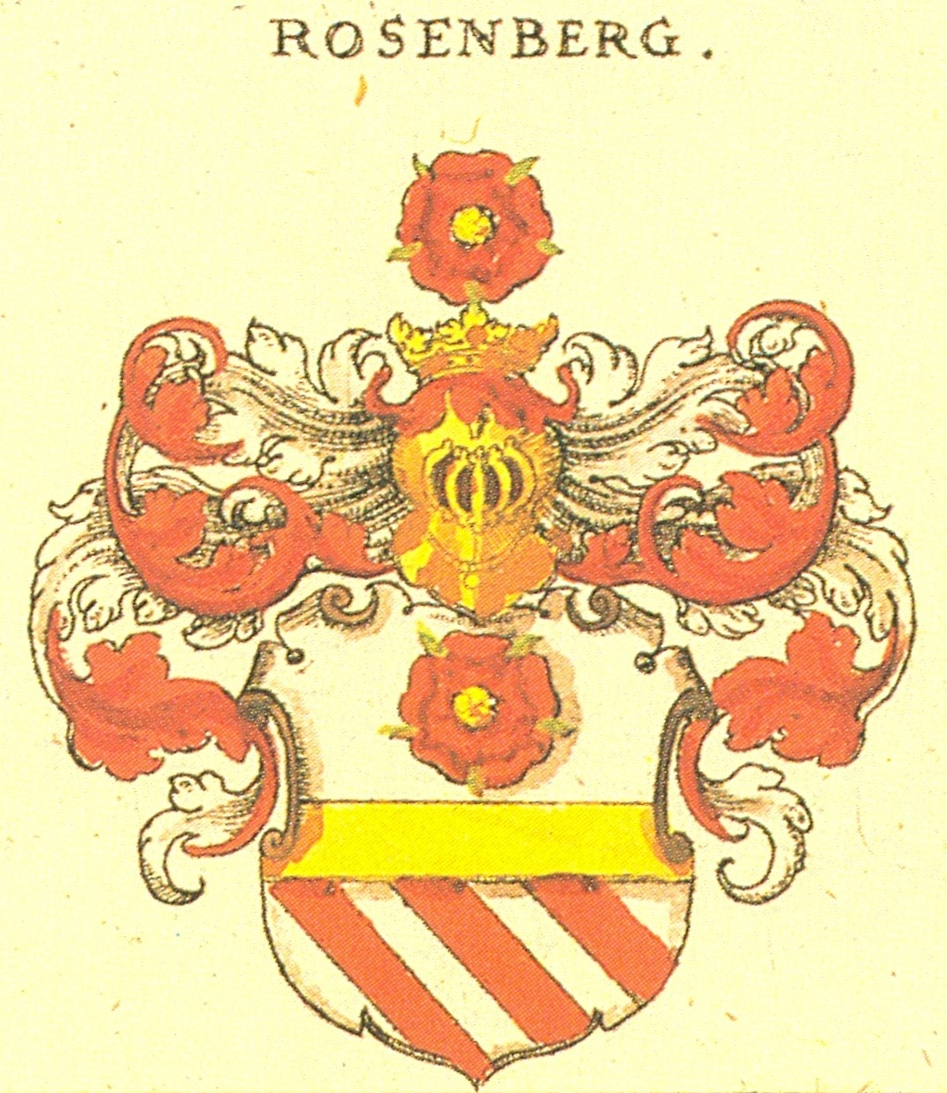
Stemma della famiglia Rosemberg

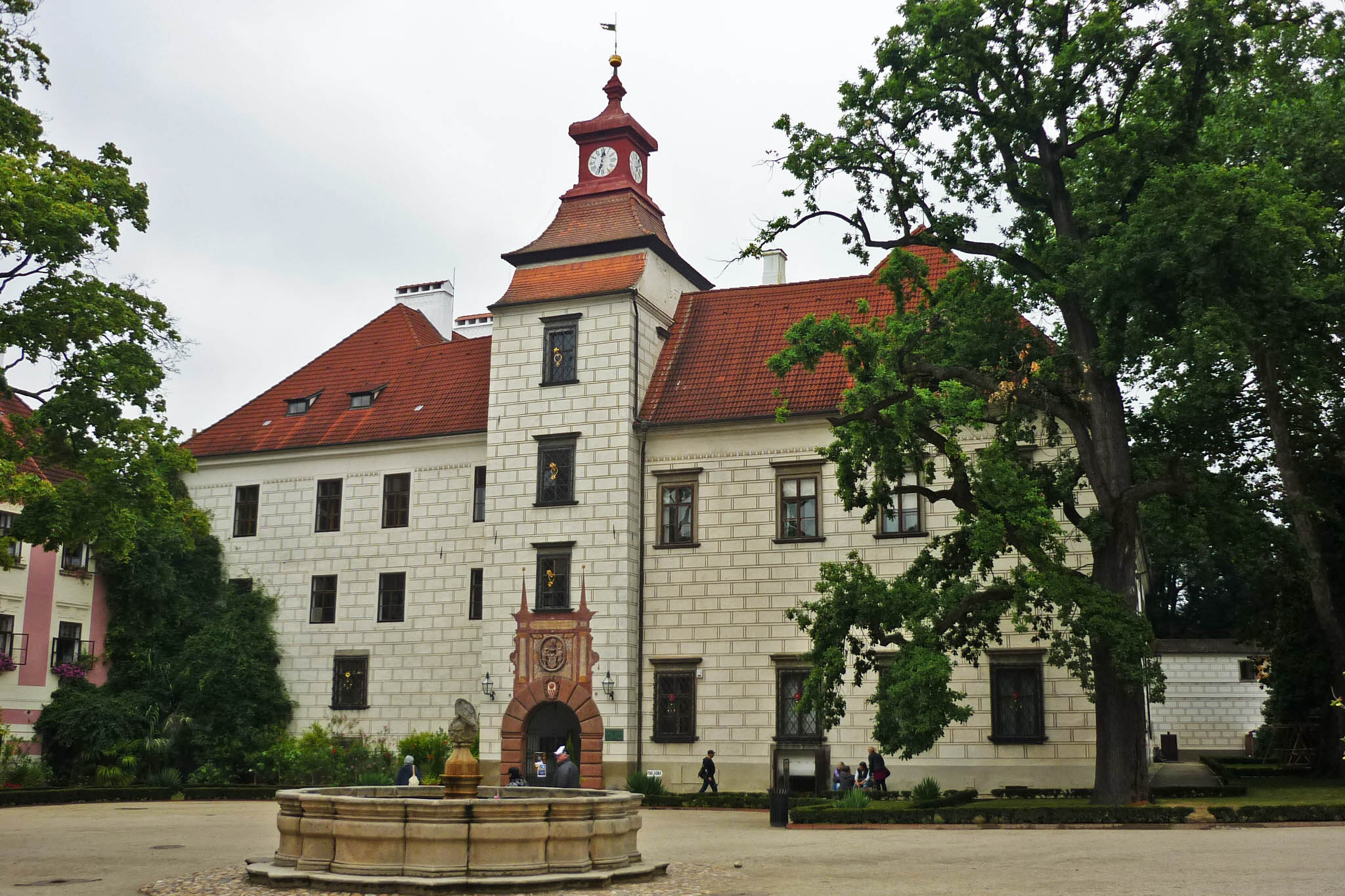
Castello di Castello di Třeboň

Le origini della famiglia risalgono intorno al XII secolo/XIII secolo quando il clan Vítkovci si stabilì in Boemia Meridionale nel castello Rožmberk fatto erigere da Witiko di Prčice. 
Nel 1253 lo stesso clan fece costruire il castello di Český Krumlov, da qui la famiglia Rosenberg continuò a governare territori della Boemia meridionale per i successivi secoli fino alla sua estinzione avvenuta nel 1611. Oltre a questo I Rosenberg fecero costruire o ebbero il controllo su numerosi altri castelli nella Repubblica Ceca.